# Музей старожитностей Північно-Західного Криму Кара-Тобе
Музей старожитностей Північно-Західного Криму Кара-Тобе — музей просто неба в селі Прибережне, Автономна Республіка Крим. Відкритий в серпні 2000 року на території греко-скіфського давнього городища Кара-Тобе.

## Історія
Вперше греко-скіфське городище Кара-Тобе відкрили на початку 19 століття, відомий археолог Шульц Павло Миколайович провів археологічні дослідження на пагорбі в 1934 році. Але активно воно досліджується впродовж 50 років, з 1983 року на цій місцині щорічно проводить розкопки окремий загін Об'єднаної Кримської археологічної експедиції Московського Державного Університету ім. М. В. Ломоносова та Інституту археології Російської Академії Наук. Його нашарування добре стратифіковані і надійно датовані.

## Експозиція

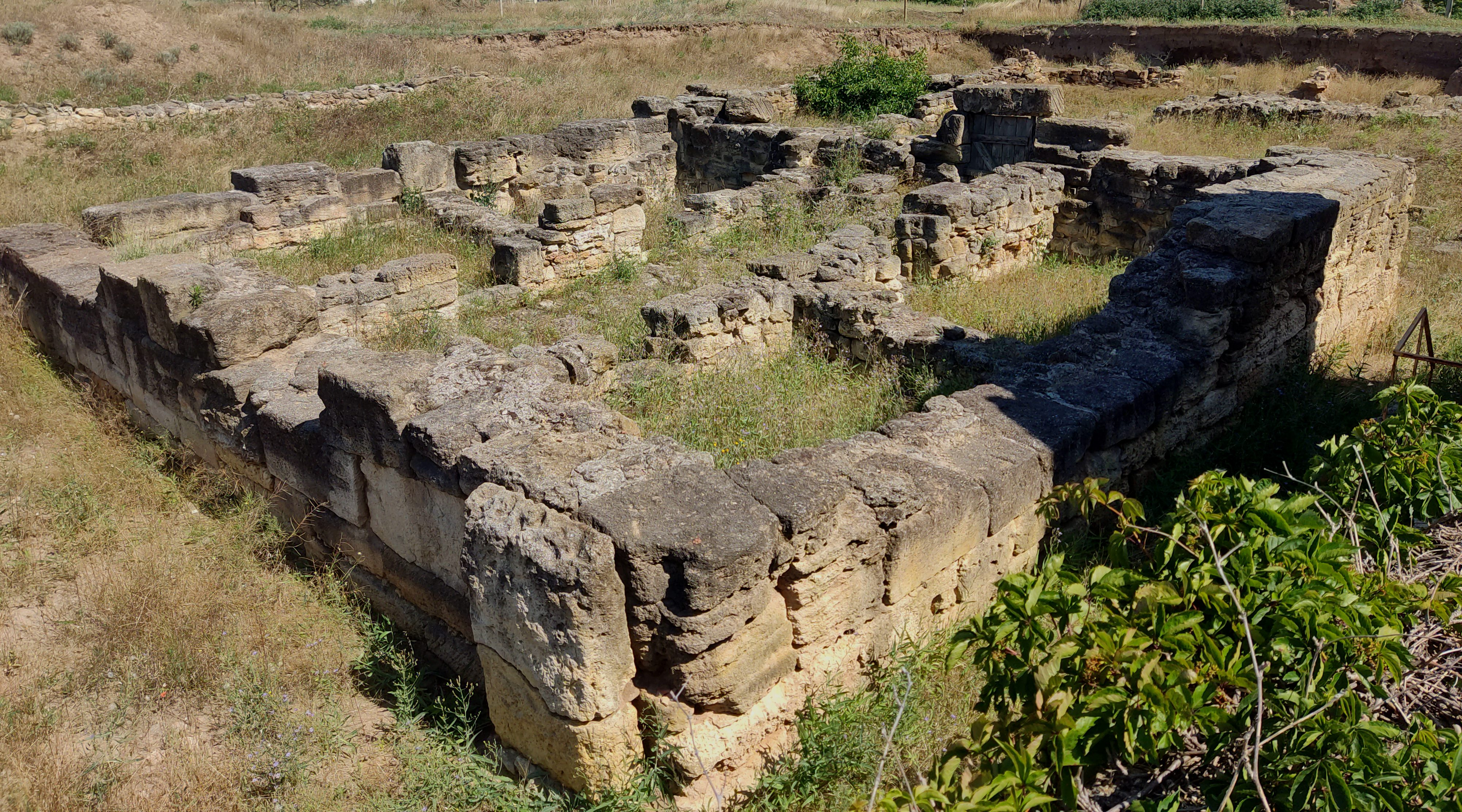
Донжон

Основа експозиції це археологічні знахідки часів скіфського поселення і античні фортечні мури. Античні монети, кераміка, предмети побуту, знахідки з некрополя і різного роду зброя розміщені не стендах музею, а друга частина експозиції на пагорбі — залишки греко-понтійських фортифікаційних споруд. Експонати тривалий час знаходились в сховищах Сакського краєзнавчого музею, коли ж, в 2000 році, відкрили музей на пагорбі Кара-Тобе, їх перемістили на постійний огляд.
Щорічні розкопки і дослідження на території городища проводяться невеликою групою вчених-дослідників та їхніми студентами-практикантами і волонтерами з різних міст України та Росії, які й відкрили більшість археологічних артефактів. За їхніми припущеннями їм вдалося вивчити лише десяту частину від загальної площі Кара-Тобе. Наразі, археологи розкопали центральну фортечну вежу-донжон й кілька приміщень, поруч вежі та залишки східної оборонної стіни городища, скіфське капище-поховання. Пошуки тривають, і музейна експозиція постійно поповнюється новими цікавими експонатами.

### Залишки фортеці Евпаторіон
Внаслідок розкопок останніх років на Кара-Тобе було виявлено укріплення, облаштоване в кінці II ст. до н.е. При зведенні фортеці, більш ранні споруди було розібрано, а самі мури ставили довкола самого поселення. Тому кам'яну оборонна стіна межею квадратної ділянки 100 * 100 метрів, на кутах цього квадрату, ймовірно, знаходились вежі.
Розкоп вежі-донжона, виглядає як квадрат 12,5х12,5 метра з висотою стіни до 2 метрів (хоча висота вежі, в первісному її вигляді, складала близько 8 метрів. Найбільшої антична вежа Північно-Західного Криму була двоповерхова, її внутрішній простір розділено поздовжніми стінами на 3 рівні частини: центральна частина це коридор, вимощений кам'яними плитами і два однакових приміщення (теж розділені на двоє), що виходять в цей коридор. Тож перший поверх вежі — коридор і 4 приміщення, в яких розміщувалися війська понтійського гарнізону.
З коридору двері вели назовні, але мали оригінальний замок (для наочності експозиції їх було відреставровано). Цей внутрішній замок не дозволяв відкривати двері з коридору вежі, запобігаючи ймовірній зраді її захисників. У коридорі, праворуч від входу, викладені сходи на другий поверх, а невеличкий отвір-вікно на даху був наче ліхтар, що освітлював коридор вежі. По 2 метровим залишкам вежі видно кладку великих кам'яних блоків, які греки називали - «квадрами».
Сам другий поверх складений з сирцевої цегли — оскільки будівельного каменю на цій частині Криму не вистачало, то доводилося послуговуватися таким «підніжним» будівельним матеріалом. На пагорбі Кара-Тобе шари глини залягають доволі глибоко — більше 20 метрів. Вчені вважають, що кам'яні квадри воїни Діофанта перевезли з Керкинітиди (саме на цей час припадає руйнування стін цієї фортеці).
Кладка стін вежі квадрами зроблена на сухо, без розчину (типова грецька техніка): кам'яні брили добре підганялись одна до одної. Особливість мурів Кара-Тобе: західна стіна вежі була покладена досить акуратно (підібраний камінь, чергуються ряди), а ось південна складена хаотично, ймовірно, через поспіх при будівництві, під час якого йшли військові дії, і браком будівельного матеріалу у Діофанта.
Деякі вчені вважають, що залишки мурів Кара-Тобе і є та зникла фортеця Евпаторій, побудована понтійцями на заході Криму.

### Скарб римських монет та озброєння
На Кара-Тобе і на найближчих його околицях були знахідки, свідчення присутності римських військ. Головним відкриттям був скарб срібних римських монет, знайдений ще в 1956 році на пересипу, який, ймовірно, належав одному з воїнів-легіонерів.
Після набігу понтійців і наступної сильної пожежі, десь в 20 році н.е., городище було зруйноване. В шарах руйнування, крім домашнього начиння було знайдено кілька десятків залізних наконечників стріл, наконечник дротика і два наконечники списів.
Також перед входом до вежі на п'ятачку, який, мабуть, піддавався сильному обстрілу, була знайдена основна маса предметів озброєння. В одному з приміщень всередині вежі, в цьому ж нашаруванні, був знайдений гіпсовий зліпок-модель втраченого під час паніки залізного ключа, який, можливо, відкривав двері вежі.
Рідкісною знахідкою виявився набір гіпсових зліпків-моделей, який зняли з дорогоцінних античних рельєфних амфор. Вчені вважають, що вони були інструментарієм ювелірів, які, зазвичай, слідували за римськими військами.

### Скіфський некрополь
200 метрів на північ від городища Кара-Тобе було відкрито скіфський некрополь. Всі поховання у ньому належать до часів розквіту скіфського поселення (1 ст. до н.е - 1 ст. н.е.).Також часто разом з покійним у гробницю клали світильники, культові курильниці. Жіночі поховання супроводжувались різними прикрасами: намиста, бронзові кільця, сережки, ручні браслети, застібки-фібули. Чоловічий інвентар був досить скромнішим, зазвичай, до нього входили різні ремінні пряжки, ножі, а в одному з поховань було виявлено спис.

### Об'єкти експериментальної археології

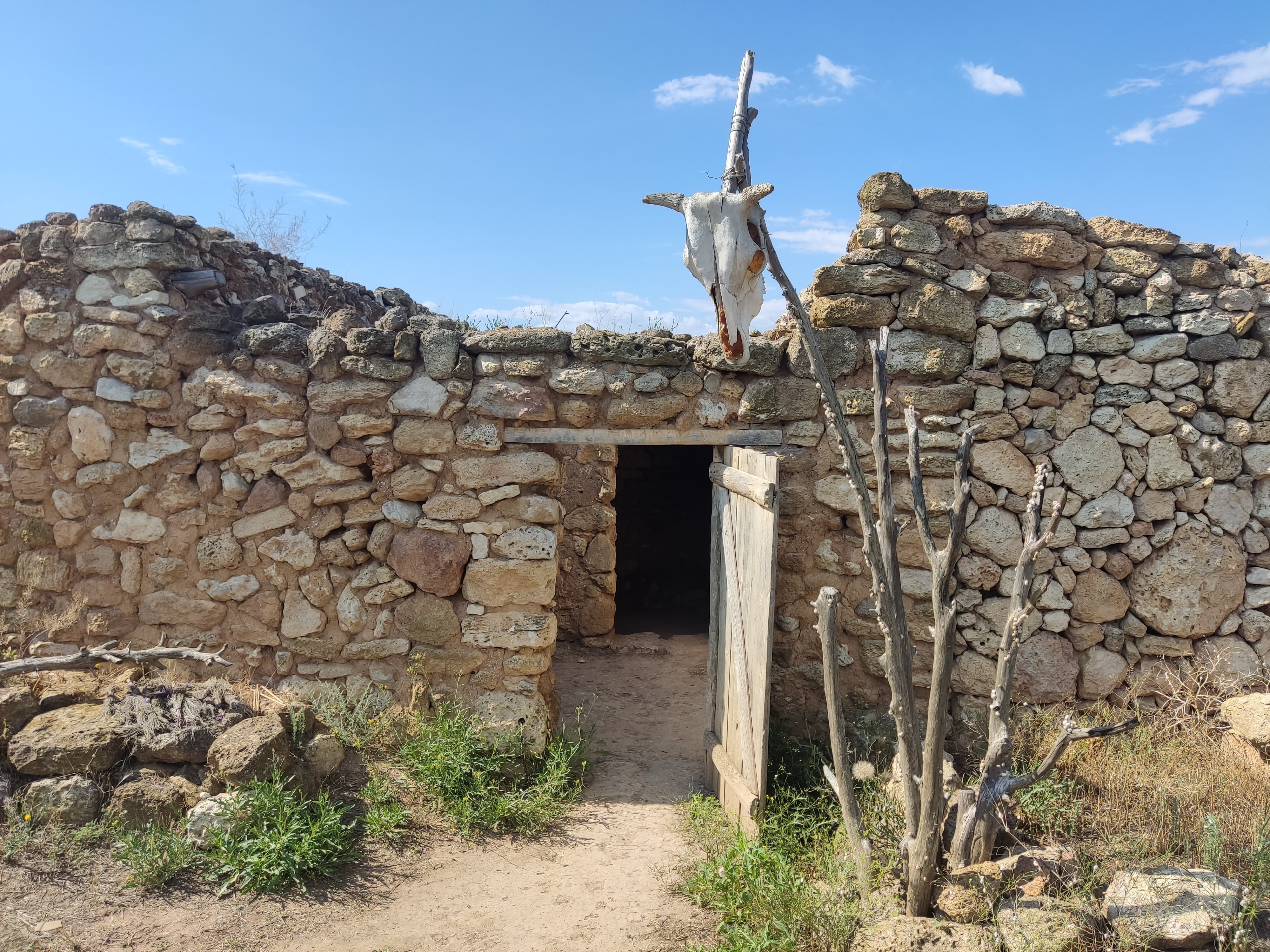
Скифська садиба

Для наочності експозиції вчені збудували неподалік від фортеці точну копію скіфського житла. Інтер'єр будинку досить скромний: вогнище, глиняний столик і настінний розпис. Також в планах вчених незабаром відтворити на базі музею давньогрецьку садибу.
Ще одним об'єктом є зернові ями, в яких жителі городища зберігали зібраний ними урожай. Вчені вважають, що після реставрації в ямах знову можна буде зберігати зерно.

## Адреса і графік роботи
Музей працює цілий рік, персонал доглядає і поповнює експозицію і проводить екскурсії. Під час екскурсії відвідувачі музею знайомляться з історією Кара - Тобе, оглядають експозицію музею та археологічні розкопки античної фортеці Євпаторіон (II ст до н.е.) і реконструйованої скіфської хатини.
З червня по вересень, музей відкритий з 11 до 18 годин, без перерви і вихідних. В інший час року екскурсії проводяться за попередньою домовленістю з адміністрацією.
Адреса: Євпаторійське шосе 2А, м. Саки, Крим, 96500, Україна.